# Lee Township (comté d'Adair, Iowa)
Pour les articles homonymes, voir Lee Township.
Lee Township est un township, du comté d'Adair en Iowa, aux États-Unis. Il a été fondé en 1880.

## Source de la traduction
- (en) Cet article est partiellement ou en totalité issu de l’article de Wikipédia en anglais intitulé « Lee Township, Adair County, Iowa » (voir la liste des auteurs).